# Selecția Națională
Selecția Națională este procedeul de alegere a piesei reprezentante a României la Eurovision. Prima ediție a selecției a fost în 1993, dar România nu s-a calificat în finala Eurovision. Ultimul câștigător al Selecției a fost piesa "Llámame", melodie interpretată de WRS.

## Istorie

### Interesul pentru Eurovision
După Revoluția din 1989 și Mineriade,TVR a prezentat un oarecare interes pentru Concursul Muzical Eurovision, dar nefiind membră oficială EBU nu s-a putut înscrie până în 1993. La ediția din acel an, România nu a trecut de faza preselecției.

### Înainte de 2002
Debutul oficial l-a avut în Eurovision 1994.Reprezentantul din acel an a fost Dan Bittman. În următorii ani, România nu a fost o concurentă constantă la Eurovision. În anul 1998, Mălina Olinescu s-a clasat pe locul 22, cea mai proastă clasare a României.,În 2000, reprezentanții României au fost cei din trupa Taxi cu melodia "Moon".

### După 2002
Începând cu anul 2002, România a participat în fiecare an la Eurovision. România a avut parte de clasări mai bune. A ajuns de 6 ori în Top 10 (2002, 2003, 2005, 2006, 2010 și 2017).Totuși, din anul 2007, România s-a depărtat din ce în ce mai mult de top 10, numai în 2010 reușind să obțină locul 3

## Reguli
Având în vedere regulamentul Eurovision, fiecare concurent trebuie să aibă peste 16 ani, la data finalei. De asemenea, cântecul trebuie să se încadreze în durata 2:45 - 3:00 minute. Din 2002, melodiile pot fi înregistrate în orice limbă, nu doar română. Pentru a fi acceptate, piesele înscrise trebuie să conțină și o traducere mot-a-mot, dacă este în altă limbă și varianta karaoke (negativul).

### Votarea
Până în anul 2002, piesele erau selectate doar de juriu. Din anul 2003 până în 2009, melodiile erau trecute prin faza preselecției de către un juriu specializat,iar în fazele televizate 50% din rezultatul final era votul publicului. Acesta se producea prin televot. În anii 2008 și 2009 au ieșit scandaluri după finală, deoarece piesa câștigătoare nu a fost cea desemnată de votul publicului. În anul 2010, juriul va avea permisiunea să schimbe interpretul unei piese pentru a o evidenția mai bine.

## Albume
Din anul 2008, anual după finala națională se lansează albumele de compilație cu piesele finaliste.

### 2008

#### Lista Pieselor
| #  | Artist                      | Titlu                    | Punctaj | Loc |
| -- | --------------------------- | ------------------------ | ------- | --- |
| 1  | Leo Iorga & Pacifica        | Prea mici sunt cuvintele | 164     | 6   |
| 2  | Zero                        | Come This Way            | 181     | 5   |
| 3  | Paula Seling & Provincialii | Seven Days               | 208     | 3   |
| 4  | Nicola                      | Fairytale Story          | 162     | 7   |
| 5  | Tabasco                     | Love Is All I Need       | 126     | 8   |
| 6  | Rednex feat. Ro-mania       | Railroad, Railroad       | 96      | 9   |
| 7  | LaGaylia Frazier            | Dr. Frankenstein         | 93      | 10  |
| 8  | Biondo                      | Shine                    | 264     | 2   |
| 9  | Cătălin Josan               | Run Away                 | 197     | 4   |
| 10 | Simona Nae                  | The Key of Life          | 73      | 11  |
| 11 | Yana                        | C'est la Vie             | 37      | 12  |
| 12 | Nico & Vlad Mirita          | Pe-o margine de lume     | 271     | 1   |

### 2009

#### Lista pieselor
| #  | Artist         | Titlu                       | Versuri (v) / Muzică (m)                                                              | Juriu | Televot | Total | Loc |
| -- | -------------- | --------------------------- | ------------------------------------------------------------------------------------- | ----- | ------- | ----- | --- |
| 1  | Popas Band     | "Striga"                    | Marius Popa (m & l)                                                                   | 4     | 1       | 5     | 8   |
| 2  | Costi          | "Can You Forgive"           | Costi Ioniță (m), Ruxandra Iliescu (l)                                                | 3     | 0       | 3     | 10  |
| 3  | Blaxy Girls    | "Dear Mama"                 | Costi Ioniță (m), Ruxandra Iliescu (l)                                                | 6     | 12      | 18    | 2   |
| 4  | Red Blonde     | "Nu am cu cine"             | Marius Moga (m & l), Anthony Valentiono Negoiță (m)                                   | 2     | 2       | 4     | 9   |
| 5  | ZERO           | "Sunny Days"                | Radu Bolfea (m & l), Marcel Botezan (m & l), Sebastian B (m & l)                      | 7     | 5       | 12    | 4   |
| 6  | Elena Gheorghe | "The Balkan Girls"          | Laurențiu Duță (m & l), Ovidiu Bistriceanu (m), Daris Mangal (m), Alexandru Pelin (l) | 12    | 10      | 22    | 1   |
| 7  | Tabassco       | "Purple"                    | Norbert Kovács (m & l), Ion Faghiura (l)                                              | 8     | 4       | 12    | 4   |
| 8  | Cătălin        | "Stop"                      | Eduard Carcota (m), Cristian Hriscu-Badea (l)                                         | 10    | 8       | 18    | 2   |
| 9  | Dalma Kovács   | "Love Was Never Her Friend" | Marius Moga (m & l)                                                                   | 5     | 6       | 11    | 6   |
| 10 | Alin Nica      | "Don't Leave"               | George Hora (m & l)                                                                   | 0     | 3       | 3     | 10  |
| 11 | Tina           | "Pleacă!"                   | Cornel Ilie (m & l)                                                                   | 1     | 7       | 8     | 7   |
| 12 | IMBA           | "Round & Round"             | Costi Ioniță (m), Oana Radu (l)                                                       | 0     | 0       | 0     | 12  |

### 2010
Selecția Națională 2010 este al treilea album de compilație din seria "Selecția Națională". A fost cules în februarie 2010 și produs pe 8 martie 2010, de către Malina Almășan.

#### Lista Pieselor
| #  | Interpret                                  | Titlu                           | Traducere                      |
| -- | ------------------------------------------ | ------------------------------- | ------------------------------ |
| 1  | Răzvan Krivach                             | "Jack Pott"                     | "Marele Pott"                  |
| 2  | Luminița Anghel, Tony Tomas & Adrian Piper | "Save Their Lives"              | "Salvați-le viețile"           |
| 3  | Paula Seling & Ovi                         | "Playing With Fire"             | "Jucându-ne cu focul"          |
| 4  | Dalma                                      | "I'm Running"                   | "Alerg"                        |
| 5  | Alexandra Ungureanu                        | "Crazy"                         | "Nebună"                       |
| 6  | Pasager                                    | "Running Out of Time"           | "Rămânând fără timp"           |
| 7  | Lora & Sony Flame                          | "Come Along"                    | "Alătură-te"                   |
| 8  | HotelFM                                    | "Come As One"                   | "Uniți-vă"                     |
| 9  | Zero                                       | "Lay Me Down"                   | "Așază-mă jos"                 |
| 10 | Lucia Dumitrescu                           | "See You in Heaven, Michael!"   | "Ne vedem în Rai, Michael!"    |
| 11 | Paula Seling & Kamara Ghedi                | "It's Not Too Late"             | "Nu-i prea târziu"             |
| 12 | Laurențiu Niculescu                        | "Searching for Perfect Emotion" | "În căutarea emoției perfecte" |
| 13 | Anda Adam & Connect-R                      | "Surrender"                     | "Renunțăm"                     |
| 14 | Tina Geru                                  | "Love Is War"                   | "Dragostea e război"           |
| 15 | Alexa                                      | "Baby"                          | "Iubitule"                     |
| 16 | Cătălin Josan                              | "Around Around"                 | "Împrejur, împrejur"           |

#### Piese Extrase
Fiecare dintre piesele finaliste au fost promovate în perioada 20 februarie - 5 martie 2010 și le-au fost filmate câte un videoclip de promovare.